# مرعی الکثیری
مرعی بن عموده الکثیری (به پرتغالی: Mari Bim Amude Alkatiri) (زاده ۲۶ نوامبر ۱۹۴۹) اولین نخست‌وزیر تیمور شرقی پس از استقلال آن از اندونزی بود.